# Pteronemobius nundra
Pteronemobius nundra is een rechtvleugelig insect uit de familie krekels (Gryllidae). De wetenschappelijke naam van deze soort is voor het eerst geldig gepubliceerd in 1983 door Daniel Otte en Richard D. Alexander.
Deze soort is wijdverbreid in het oosten en het noorden van Australië.